# Бней Сахнин
«Бней Сахнин» (ивр. איחוד בני סכנין‎) — израильский футбольный клуб из города Сахнин, выступающий в Премьер-лиге. Основан в 1991 году.

## История
Футбольная команда была создана в конце 70-х годов, стартовав в шестом дивизионе чемпионата Израиля. В 2003 году дебютировала в израильской Премьер-лиге и в первый же год стала обладателем Кубка Израиля после победы над хайфским «Хапоэлем», тем самым став первым в истории Израиля арабским клубом, завоевавшим какой-либо титул. На следующий сезон клуб успешно преодолел отборочный этап Кубка УЕФА, проиграв после этого в первом круге английскому «Ньюкасл Юнайтед».
Несмотря на большую симпатию к команде со стороны еврейской общественности, в сезоне 2004/05 клуб часто подвергался критике ввиду брутального стиля игры, диктуемого тогдашним тренером Эйялем Лахманом. В итоге после череды поражений Лахман был уволен, стиль игры несколько смягчился и команда всё-таки сохранила прописку в Премьер-лиге.
До сезона 2005/06 у клуба не было собственного поля, однако сегодня домашним стадионом является построенный в городе «Доха», частично профинансированный правительством Катара и названный в честь столицы этого государства.
По итогам чемпионата 2007/08 Сахнин завершил сезон на четвёртом месте; после этого достижения перед началом следующего сезона клуб покинули ведущие игроки Маор Бузагло и Егия Явруян ради «Маккаби» из Тель-Авива, и тренер Элиша Леви — в «Маккаби» (Хайфа).

## Достижения
- Обладатель Кубка Израиля (1): 2004